# Francisco Carbonell y Miralles
Francisco Carbonell y Miralles fue un xilógrafo español del siglo XIX.

## Biografía
Grabador en madera y natural de la localidad alicantina de Alcoy, fue  discípulo de la Real Academia de San Fernando. En la Exposición pública celebrada en 1860 en Alicante fue premiado con medalla de plata por once pruebas de grabados que presentó en la misma. Fueron también de su mano varios de los que acompañaban a la novela Luisa ó el ángel de redención y al periódico El Museo Universal. Retirado del ejercicio del arte durante algunos años, volvió más adelante a trabajar en el grabado en madera.